# Casarão da Fazenda Piteiras
O antigo Casarão da Fazenda Piteiras é a mais antiga construção do município de Mogi Mirim, datado por volta do ano de 1853, sendo palco de vários acontecimentos históricos, dentre os quais, acolher a comitiva de D. Pedro II quando da inauguração da estrada férrea da Cia. Mogiana. Hoje desmembrada, ainda pode ser visto, com endereço na Rodovia dos Agricultores, km 1,5 em Mogi Mirim, São Paulo. Atualmente, o Casarão foi restaurado e transformado em residência, mas seu passado guarda uma história cheia de segredos e rica em cultura, tanto para a região, quanto para o Brasil. 

## A História

### O Casarão
As características históricas despertou o interesse do Instituto Eco Ambiental e Social - IEAS, dar início a um projeto para tornar o imóvel em um espaço de preservação do patrimônio histórico e cultural da cidade de Mogi Mirim, contudo, este empreendimento não se concretizou apesar de ter sido divulgado em mídia eletrônica.
O Casarão pertencia ao Coronel Leitão, que embora não se saiba exatamente como sua família chegou até o Brasil, era de origem portuguesa e seus feitos foram de grande relevância para Mogi Mirim.
A Fazenda Piteiras era uma das propriedades do Coronel Leitão. Assim como sua casa na rua Ulhoa Cintra, a fazenda também estava localizada em Mogi Mirim. Esta propriedade foi construída por seus escravos. As propriedades eram feitas de taipa de pilão ou de pedra de cal, cobertas de telha-vã. A estrutura foi projetada para proteger a casa contra o sol e as chuvas. O modelo desenvolvido não foi copiado de Portugal, mas foi uma adaptação ao clima local.
A casa sede da Fazenda Piteiras, hoje conhecida como Casarão da Fazenda Piteiras, era uma casa grande, com oito janelas e uma porta na frente, e quatro janelas na lateral, voltadas para a estrada.
Além da casa principal, a fazenda possuía um compartimento destinado ao abrigo das mucamas, e uma outra construção para acomodação dos escravos. As mulheres e crianças ficavam em um cômodo separado dos homens, e todos dormiam em palhas ou diretamente no chão.
Nesta propriedade, o Coronel leitão recebeu a primeira visita de Dom Pedro II e sua comitiva. O Casarão da Fazenda Piteira foi cenário de grande parte da história de Mogi Mirim. As festas e grandes eventos organizados pelo Coronel aconteciam neste casarão.
A maior parte dos móveis e objetos de decoração do casarão foram trazidos da Europa, grande parte de fabricação austríaca.

### O Coronel Leitão
Antônio Joaquim de Freitas Leitão, mais tarde condecorado Coronel Leitão, era filho de João de Freitas Leitão e Mariana Gomes Leitão. Nasceu em 1816 na cidade de Mogi Mirim, quando pequeno foi sacristão e aluno de latim do padre José Joaquim de Oliveira Brazeiros. Quando adulto foi vereador, deputado e comendador e fundador da Companhia Mogiana de Estrada de Ferro, obra essa que revolucionou o transporte sobre trilhos do leste paulista, trazendo o progresso e o desenvolvimento para nossa região.
Coronel Leitão se tornou um importante mogimiriano que foi agraciado com a mais importante condecoração do império brasileiro, tendo recebido das próprias mãos de sua alteza Don Pedro II com o título de “Comendador da Imperial Ordem da Rosa”. A importância dele era tamanha que Don Pedro II nas três vezes que esteve em Mogi Mirim fez questão de se hospedar na casa do Coronel leitão, situada na rua Ulhoa Cintra e na sede da fazenda das Piteiras.
Coronel leitão foi casado duas vezes, sua primeira esposa se chamava Ana Gomes de Oliveira. Esta faleceu algum tempo depois, então ele voltou a se casar, desta vez com a prima de sua ex esposa, Leopoldina Gomes de Oliveira. Não teve filhos com nenhuma das duas, mas criou duas crianças de nome Luiz e Eugenia, como se fossem seus filhos. Há suspeitas de que Luiz fosse mesmo seu filho com uma mucama, mas nada se pode afirmar sobre este assunto.
Coronel leitão foi defensor do abolicionismo, alforriando 20 de seus escravos. Incluiu em seu testamento, a seguinte citação: “Tenho concedido liberdade a diversos escravos que tem merecido, e por este testamento, concedo alforria a todos que possuir por ocasião da minha morte…” 
Coronel leitão faleceu aos 71 anos de idade, no casarão da Fazenda Piteiras, no dia 12 de abril de 1887.
Existem algumas possibilidades que buscam explicar como os antepassados do Coronel vieram até o Brasil. Uma delas é a de que seus pais vieram acompanhando a família real durante a migração de 29 de novembro de 1807, ano em que Portugal foi atacado pelas tropas de Napoleão Bonaparte, e que claramente não possuía estrutura para se defender, sendo assim, o príncipe resolveu se refugiar no Rio de Janeiro até que tudo se normalizasse. Devido à pressa no embarque, a maioria das pessoas que embarcaram junto com a família real, cerca de 15 mil, não foram catalogadas, não existindo portanto nenhum registro que comprove ou não a vinda dos pais do Coronel Leitão entre esta tripulação.
A escritora do livro em que a maior parte desta pagina foi baseada, descobriu em suas pesquisas que Coronel Leitão foi seu trisavô, não se sabe se por laços consanguineos ou não. Os filhos de criação do Coronel Leitão (não se sabe ao certo, como já citado anteriormente, se Luiz era ou não filho de sangue do Coronel) Luiz e Eugenia, terminaram por se casar e receberam de presente uma parte da Fazenda de Capão Grosso, das mãos do próprio Coronel, onde iniciaram a vida de casados.
Orlando de Almeida Sales, um dos muitos descendentes do Coronel Leitão, escreveu o poema “Paineira da Fazenda”, se referindo a uma paineira que ele guardava em sua memória como recordação da fazenda piteiras, onde nasceu e viveu parte de sua infância. Vamos conhecê-lo:
PAINEIRA DA FAZENDA
A alta e senil paineira da fazenda,
que assombra o rancho onde eu 
nasci- coitada!
Começa a definhar-se. Sua lenda
faz lembrar a minha infância amada…
Em derredor da rústica vivenda…
pela campina verde e perfumada.
Que o gênio das florestas a defenda
das garras mil da tempestade irada
E a pobre, a pouco e pouco, se desgalha.
Nela, no entanto, à tarde, tão fagueira,
a passarada ainda se agasalha.
A sua sombra imensa e hospitaleira
onde o favonio alígero farfalha
passei feliz a minha infância inteira…
A autora do livro “Coronel Leitão 200 anos de história, Jane Longato, bondosamente nos concedeu uma entrevista confirmando as informações já encontradas tanto no livro quanto em outras fontes, e também concedeu uma entrevista ao canal SECTV de Mogi Mirim.
Ela nos relatou em entrevista que os objetos pertencentes ao Casarão, na época em que o Coronel Leitão ainda era vivo, foi repartido em inventário ao seus herdeiros.